# Peter Ekroth
Peter Ekroth (ur. 2 kwietnia 1960 w Sztokholmie) – szwedzki trener i zawodnik hokeja na lodzie.

## Kariera
W swojej karierze zawodniczej występował w kanadyjskiej lidze juniorskiej QMJHL. W 1986 w dwunastej rundzie draftu z 232 numerem został wybrany przez Detroit Red Wings, ale w NHL nigdy nie zagrał. Występował za to przez kilka miesięcy w zespole farmerskim, Adirondack Red Wings. W Szwecji reprezentował barwy: Djurgårdens IF, Södertälje SK, Västra Frölunda, IK Oskarshamn (jego numer 5 został zastrzeżony przez klub), Kalmar HC, Västervik IA, Häradsbygdens SS. Oprócz tego krótko występował w niemieckiej lidze DEL (Ratingen Lions), a także rozegrał dwa sezony w walijskim Cardiff Devils. Tam też rozpoczął swoją pracę szkoleniową jako asystent trenera, którą kontynuował w Västervik IA.
Po zakończeniu kariery zawodniczej Ekroth objął posadę asystenta w Leksands IF. Później przeniósł się do klubu Vallentuna BK, a następnie do London Races, gdzie był już głównym trenerem. Pracę w Wielkiej Brytanii stracił w grudniu 2003. Pięć miesięcy później został zatrudniony przez szwedzki Olofströms IK. W styczniu 2006 został zatrudniony w klubie IK Oskarshamn, ale już w kwietniu, pomimo dobrych rezultatów rozwiązano z nim umowę. W październiku 2006 przejął zespół HC Vita Hästen, w którym pracę zakończył w kwietniu 2008.
Od 4 września 2008 do 31 maja 2009 prowadził seniorską reprezentację Polski. Od 2011 był trenerem szwedzkiego klubu Häradsbygdens SS. W kwietniu 2014 został trenerem zespołu MH Automatyka Gdańsk, podpisując trzyletnią umowę. 30 listopada 2016 został zwolniony z tego stanowiska. W kwietniu 2018 został szkoleniowcem drużyny Melbourne Ice w Australii, zastępując na stanowisku swojego rodaka Charlesa Franzéna. Przed sezonem 2020/2021 został asystentem trenera w austriackim klubie EC Kitzbühel z rozgrywek Alps Hockey League, podejmując pracę u boku ww. Franzéna.